# Ivica Gunjača
Ivica Gunjača je hrvatski kazališni, filmski i televizijski glumac.

## Filmografija

### Televizijske uloge
- "Oblak u službi zakona" kao govornik (2022.)
- "Dar mar" kao odvjetnik (2020.)
- "Blago nama" (2020.)
- "Drugo ime ljubavi" kao policajac (2019.)
- "Uspjeh" kao gradski službenik (2019.)
- "Pogrešan čovjek" kao javni bilježnik (2018.)
- "Na granici" kao policajac (2018.)
- "Čista ljubav" kao prodavač automobila (2017.)
- "Nemoj nikome reći" kao čovjek (2017.)
- "Prava žena" kao ministar pravosuđa (2016.-2017.)
- "Zlatni dvori" kao Marijan Orešković (2016.)
- "Jugoistočno od razuma" kao Damir (2013.-2014.)
- "Počivali u miru" kao urednik (2013.)
- "Pod sretnom zvijezdom" kao političar (2011.)
- "Najbolje godine" kao Viktor (2011.)
- "Stipe u gostima" kao Darko (2010.)
- "Odmori se, zaslužio si" kao profesor (2010.)
- "Mamutica" kao Davor Miletić (2010.)
- "Dolina sunca" kao Vukić / Višnjin udvarač / Hrvoje (2009. – 2010.)
- "Bitange i princeze" kao tip (2009.)
- "Zakon!" kao Ivanin ljubavnik (2009.)
- "Sve će biti dobro" kao doktor #1 i Antonov prijatelj (2008. – 2009.)
- "Ponos Ratkajevih" kao Velimir (2008.)
- "Zabranjena ljubav" kao Neven Rogošić (2007. – 2008.)
- "Zauvijek susjedi" kao Damir (2007.)

### Filmske uloge
- "Hangar 8" kao Vedranov tata (2019.)
- "Posljednji dani ljeta" kao Ivan (2019.)
- "Koja je ovo država" kao prvi savjetnik (2018.)
- "Kako je Lik dosegnuo nevjerojatne sposobnosti" kao Lik (kratki film) (2018.)
- "Arhiv" kao Danijel (2018.)
- "Premještanje" (2017.)
- "Kako je Iva otišla 16. rujna 2016. (2016.)
- "VIP Club" kao otac (2016.)
- "Trampolin" kao Linin otac (2016.)
- "Udaljeni glasovi" kao čovjek (2016.)
- "Zvjezdana tvar: Priča o Carlu Saganu" kao učitelj (2015.)
- "Svinjari" (2015.)
- "Govorna pošta" kao liječnik (2015.)
- "Iza sna" kao tip u odijelu (2014.)
- "Lea i Darija" kao Josip Deči (2011.)
- "Jugoistočno od razuma" kao Damir (2010.) - pilot film
- "Tulum za Habibija" kao Ivica (2010.)
- "Smash!" kao sponzor (2010.)
- "Muhe na slatko" (2009.)
- "Penelopa" kao prosac #4 (2009.)
- "Napuštajući kliniku" kao pacijent (2008.)
- "Crna ovca u restoranu za zombije" kao vlasnik restorana (2008.)
- "Mala noćna muzika" kao Ludwig (2008.)
- "Soba" kao Marko (kratki film) (2008.)
- "Stvar ukusa" kao Walterov šef (2007.)
- "Zagorka" kao novinar #3 (2007.)

## Vanjske poveznice
- Ivica Gunjača u internetskoj bazi filmova IMDb-u (engl.)